# 西勢 (屏東縣)
西勢，是臺灣屏東縣竹田鄉的一個傳統地域名稱，位於該鄉北部。相較於今日行政區，其範圍大致包括西勢村不含西端及東南端、六巷村東北端、南勢村西北端、福田村西北大半部、永豐村不含北端，以及麟洛鄉的田心村東南端。
本地區境內主要聚落為西勢、下竹頭角、五甲埔，設有竹田國中、西勢國小。

## 歷史
台灣日治初期，西勢地區為一街庄，稱為「西勢庄」（舊制街庄），隸屬於港西下里。該庄昔日西及北隔隘藔溪分流（今麟洛溪）與頂林仔庄、麟洛庄為界，東與新北勢庄、老北勢庄為鄰，南邊為南勢庄、溝仔墘庄。
1901年（日治明治三十四年）11月11日，全台廢縣廳改設二十廳，該庄隸屬於阿猴廳。1904年（明治三十七年）4月15日，該庄編入「新北勢區」，隸屬於阿猴廳。1905年（明治三十八年）4月1日，阿猴廳改稱「阿緱廳」。1909年（明治四十二年）10月25日，全台合併二十廳為十二廳，新北勢區仍隸屬於阿緱廳。1920年（大正九年）10月1日，全台地方制度大改正，廢十二廳改設五州二廳，該庄改制為「西勢」大字，隸屬於高雄州潮州郡竹田庄（新制街庄）。
戰後竹田庄改制為竹田鄉，隸屬於高雄縣，大字亦改制為村。1950年（民國39年）10月1日，高、屏分治，竹田鄉改隸屬於屏東縣。
相較於今日行政區，本地區的範圍大致包括西勢村不含西端及東南端、六巷村東北端、南勢村西北端、福田村西北大半部、永豐村不含北端，及麟洛鄉的田心村東南端。

## 聚落
該地區發展較早的聚落有西勢、下竹頭角、五甲埔等，在日治期初期的官方地圖上已有記載。

## 交通
台鐵屏東線是高雄至枋寮間的鐵路幹線，經過本地區中部略偏西南，並在境內設有西勢車站。該站屬三等站，停靠部分莒光號、區間快車及全部區間車；由此可前往台鐵沿線各站。
國道3號又稱「福爾摩沙高速公路」，是貫穿台灣西部的兩條縱向高速公路之一，經過本地區東部，並在北側邊界外緣的省道台1線交會處設有麟洛交流道。由此可快速前往國道3號沿線各地。
省道台1線又稱「縱貫公路」，是臺北至楓港的傳統平面幹道，經過本地區極北點外緣。由該道路北行可前往內埔鄉/竹田鄉交界地帶、竹田鄉/麟洛鄉交界地帶、麟洛鄉、屏東市、高雄市大寮區等地，南行經內埔鄉內埔市區西側外環道可前往竹田鄉東南部、萬巒鄉西南端、潮州鎮、新埤鄉等地。
鄉道屏37-1線是竹圍至田心的道路，其南側端點（終點）位於本地區中北部的隘寮溪排水右岸。
鄉道屏39線是長治至西勢的道路，其南側端點（終點）位於本地區中部、西勢聚落的鄉道屏48線暨鄉道屏81線起點路口。
鄉道屏48線是社皮至內埔的道路，經過本地區的西勢聚落。
鄉道屏81線是西勢至鳳明農場的道路，其北側端點（起點）位於本地區中部、西勢聚落的鄉道屏48線暨鄉道屏39線終點路口。
鄉道屏81-1線是西勢至南勢的道路，其北側端點（起點）位於本地區中部偏西南、西勢聚落南側的鄉道屏81線路口。
鄉道屏81-2線是西勢至崙仔的道路，其北側端點（起點）位於本地區西南部邊界地帶、西勢聚落西南郊的鄉道屏81線路口。
鄉道屏83線是新北勢至竹南的道路，經過本地區的東部邊界地帶暨下竹頭角聚落。
鄉道屏87線是黎明至西勢的道路，其南側端點（終點）位於本地區中南部的台鐵西勢車站前廣場。

## 學校
- 竹田國中
- 西勢國小

## 廟宇
- 六堆忠義亭
- 西勢玉清宮（天公廟）